# الدستور التركي لعام 1961
الدستور التركي لعام 1961 (بالتركية: Türkiye Cumhuriyeti Anayasası)‏ كان الدستور الأساسي لتركيا من عام 1961 إلى عام 1982. تم تقديمه في أعتاب انقلاب عام 1960 ، ليحل محل الدستور السابق لعام 1924 . تمت الموافقة عليه في استفتاء أجري في 9 يوليو 1961،  حيث صوت لصالحه 61.7% من الأمة. وظل ساري المفعول حتى انقلاب عام 1980 ، وبعد ذلك تم استبداله بوثيقة جديدة، دستور عام 1982 ، الذي لا يزال ساري حتى اليوم.

## المبادئ العامة

### الأول: شكل الدولة
المادة 1: الدولة التركية جمهورية.

### ثانيا: خصائص الجمهورية
المادة 2 : الجمهورية التركية دولة قومية، ديمقراطية، علمانية واجتماعية، تحكمها سيادة القانون، على أساس حقوق الإنسان والمبادئ الأساسية المنصوص عليها في الديباجة.

### ثالثا: عدم تجزئة الدولة ولغتها الرسمية ومقر حكومتها
المادة 3: الدولة التركية كل لا يتجزأ يتألف من أراضيه وشعبه. لغتها الرسمية هي التركية. وعاصمتها أنقرة.

### رابعا: سيادة
المادة 4: السيادة للأمة دون تحفظ ولا شرط. تمارس الأمة سيادتها من خلال الأجهزة المختصة، على النحو الذي تحدده المبادئ المنصوص عليها في الدستور. ولا يجوز تفويض الحق في ممارسة هذه السيادة إلى أي شخص أو مجموعة أو فئة. لا يجوز لأي شخص أو وكالة أن يمارس أي سلطة في الدولة لا تستمد أصلها من الدستور.

### خامساً: السلطة التشريعية
المادة 5: يتولى السلطة التشريعية مجلس الأمة الكبير. ولا يجوز تفويض هذه السلطة.

### السادس: وظيفة تنفيذية
المادة 6: يتولى الوظيفة التنفيذية رئيس الجمهورية ومجلس الوزراء في إطار القانون.

### سابعا: السلطة القضائية
المادة 7: تمارس السلطة القضائية من قبل محاكم مستقلة نيابة عن الأمة التركية.

### ثامنا: سيادة الدستور وقوته الملزمة
المادة 8: لا يجوز أن تتعارض القوانين مع الدستور. أحكام الدستور هي المبادئ القانونية الأساسية الملزمة للأجهزة التشريعية والتنفيذية والقضائية والسلطات الإدارية والأفراد.

### تاسعا: عدم جواز الرجوع عن شكل الدولة
المادة 9 : لا يجوز تعديل أحكام الدستور التي تحدد شكل الدولة كجمهورية، ولا يجوز تقديم أي اقتراح بشأنها.

## الفرق بين الدستورين 1924 و1961
وخلافاً للدستور السابق، اعتمد الدستور الجديد على حقوق الإنسان؛ ومع المادة 11، تم ضمان حرية الفرد في جميع الأوقات. وقد أدرجت عبارة الدولة الاجتماعية في هذا الدستور لأول مرة. كما أدخل الدستور الجديد مجلس الشيوخ لتشكيل نظام برلمان من مجلسين مع الجمعية الوطنية.
تم تشكيل البرلمان التركي من الجمعية الوطنية ومجلس شيوخ الجمهورية. تم انتخاب الجمعية الوطنية وأغلبية أعضاء مجلس الشيوخ من قبل الأمة، ولكن تم اختيار 15 عضوًا في مجلس الشيوخ من قبل الرئيس من بين الرؤساء السابقين وأعضاء لجنة الوحدة الحكومية ، التي نظمت الانقلاب .